# La nostra prigione è un regno
La nostra prigione è un regno (Notre prison est un royaume) è un romanzo di Gilbert Cesbron, pubblicato nel 1948. Nel 1949 gli è stato assegnato il Prix Sainte-Beuve.
Il libro è stato tradotto in polacco, spagnolo, ceco, tedesco e italiano.

## Trama
Siamo in Francia, tra le due guerre. In un liceo parigino, quattro studenti (i quattro moschettieri), Francois, Pascal, Hardrier e Fauchier-Delmas, vivono i sogni e le delusioni tipiche degli adolescenti. 
Uno di loro, però (Pascal), si è dato inspiegabilmente la morte, e la caotica esistenza degli altri tre prende di conseguenza una direzione imprevedibile e inaspettata.
Tra giochi e scherzi giovanili e improbabili citazioni del loro autore preferito, lo scrittore romantico francese Chateaubriand (i cui insegnamenti sono da loro costantemente richiamati), s'insinua il desiderio d'indagare sul perché di quel fatto.  E così, con il procedere della loro personale inchiesta, puerile e al contempo commovente, svaniscono in una soffusa e struggente malinconia, le generose illusioni e gli ardenti slanci di liceali in rivolta.
Quando uno di loro scopre la risposta alla sua domanda "perché Pascal si è suicidato?", sarà definitivamente voltata la pagina della spensieratezza e della beata incoscienza.

## Edizioni in italiano
- Gilbert Cesbron, La nostra prigione è un regno: romanzo, Milano: Massimo, 1955
- Gilbert Cesbron, La nostra prigione e un regno: romanzo, traduzione di Suzanne Rochat, Milano: Massimo, 1956